# Izberbaš
Izberbaš (rusky Избербaш) je město v Dagestánu, nacházející se na pobřeží Kaspického moře, 56 kilometrů jihovýchodně od Machačkaly, hlavního města republiky. Podle sčítání z roku 2015 ve městě žije 56 914 obyvatel.

## Historie
Izberbaš byl založen roku 1932, jako osada pro těžbu ropy. Status města dostal v roce 1949.

## Demografie
Národnostní složení z roku 2010.
- Dargové - 36 115 (64,9%)
- Kumykové - 8 424 (15,14%)
- Lezgové - 4 347 (7,81%)
- Rusové - 2 067 (3,71%)
- Avarové - 1 932 (3,47%)
- Lakové - 1 402 (2,52%)
- Tabarasané - 466 (0,84%)
- Ázerbájdžánci - 274 (0,47%)